# Reading
 Denne artikel omhandler byen Reading. Der er også andre byer med dette navn, se Reading (flertydig).
Reading (udtales redding) er den ceremonielle hovedby i grevskabet Berkshire i England. Selve byen har 162.666(2016) indbyggere, men inklusive det omkringliggende byområde er indbyggertallet omkring 227.887. I middelalderen var Reading en meget vigtig by, men i 1600-tallet oplevede byen en stor økonomisk nedgang. I dag er Reading dog ved at være på fode igen. Flere it-firmaer (såsom Microsoft og Oracle) har her deres europæiske hovedsæder. Desuden er byen et centrum for bl.a. forsikring og uddannelse. Derudover er byen også kendt for sit fodboldhold, Reading F.C., og sin musikfestival, som er en del af Reading- og Leeds-festivalerne.